# Châteaurenaud
Châteaurenaud (orthographié également Château-Renaud) est une ancienne commune française du département de Saône-et-Loire et la région Bourgogne-Franche-Comté, associée à Louhans depuis le 1er juillet 1973 (arrêté préfectoral du 9 juin 1973) puis fusionné le 1er janvier 2013.
Depuis la fusion, la ville est appelée non officiellement Louhans-Châteaurenaud.

## Géographie
Châteaurenaud constitue la partie rurale de Louhans, situé au nord-est du centre-ville.

## Histoire

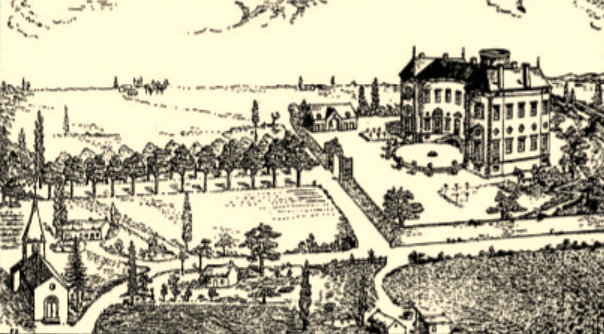
Château Châteaurenaud du marquis Antoine de Mailly avant sa vente en 1827.

Le domaine de Châteaurenaud était la seigneurie des de la Marche et des Bouton du Fay, puis des Quarré. Le château de Mailly, situé sur le territoire de Châteaurenaud, et ayant appartenu aux anciens châtelains, est démonté petit à petit à partir de sa vente en 1827 par la famille qui le possède, les Mailly. Antoine de Mailly était membre de la Franc-maçonnerie. 
La commune a porté le nom révolutionnaire de Beaulieu.
En 1973, Châteaurenaud s'associe à Louhans, ainsi que Branges, Sornay. Ces deux dernières sont finalement détachées en 1979.
Par un arrêté préfectoral du 15 novembre 2012, la commune perd son statut de commune associée pour fusionner complètement avec Louhans.

## Administration
| Période | Période | Identité | Étiquette | Qualité |
| ------- | ------- | -------- | --------- | ------- |
|         |         |          |           |         |

| Période | Période | Identité | Étiquette | Qualité |
| ------- | ------- | -------- | --------- | ------- |
|         |         |          |           |         |

## Démographie
L'évolution du nombre d'habitants est connue à travers les recensements de la population effectués dans la commune depuis 1793. Pour les communes de moins de 10 000 habitants, une enquête de recensement portant sur toute la population est réalisée tous les cinq ans, les populations de référence des années intermédiaires étant quant à elles estimées par interpolation ou extrapolation. Pour la commune, le premier recensement exhaustif entrant dans le cadre du nouveau dispositif a été réalisé en 2004.
En 2011, la commune comptait 3 405 habitants.
| 1793 | 1800  | 1806  | 1821  | 1831  | 1836  | 1841  | 1846  | 1851  |
| ---- | ----- | ----- | ----- | ----- | ----- | ----- | ----- | ----- |
| 963  | 1 056 | 1 197 | 1 256 | 1 359 | 1 354 | 1 450 | 1 534 | 1 540 |

| 1856  | 1861  | 1866  | 1872  | 1876  | 1881  | 1886  | 1891  | 1896  |
| ----- | ----- | ----- | ----- | ----- | ----- | ----- | ----- | ----- |
| 1 518 | 1 439 | 1 418 | 1 393 | 1 494 | 1 474 | 1 542 | 1 551 | 1 591 |

| 1901  | 1906  | 1911  | 1921  | 1926  | 1931  | 1936  | 1946  | 1954  |
| ----- | ----- | ----- | ----- | ----- | ----- | ----- | ----- | ----- |
| 1 627 | 1 673 | 1 655 | 1 526 | 1 574 | 1 613 | 1 694 | 1 805 | 1 643 |

| 1962  | 1968  | 2006  | 2009  | 2011  | - | - | - | - |
| ----- | ----- | ----- | ----- | ----- | - | - | - | - |
| 1 905 | 2 041 | 3 047 | 3 353 | 3 405 | - | - | - | - |

## Lieux et monuments

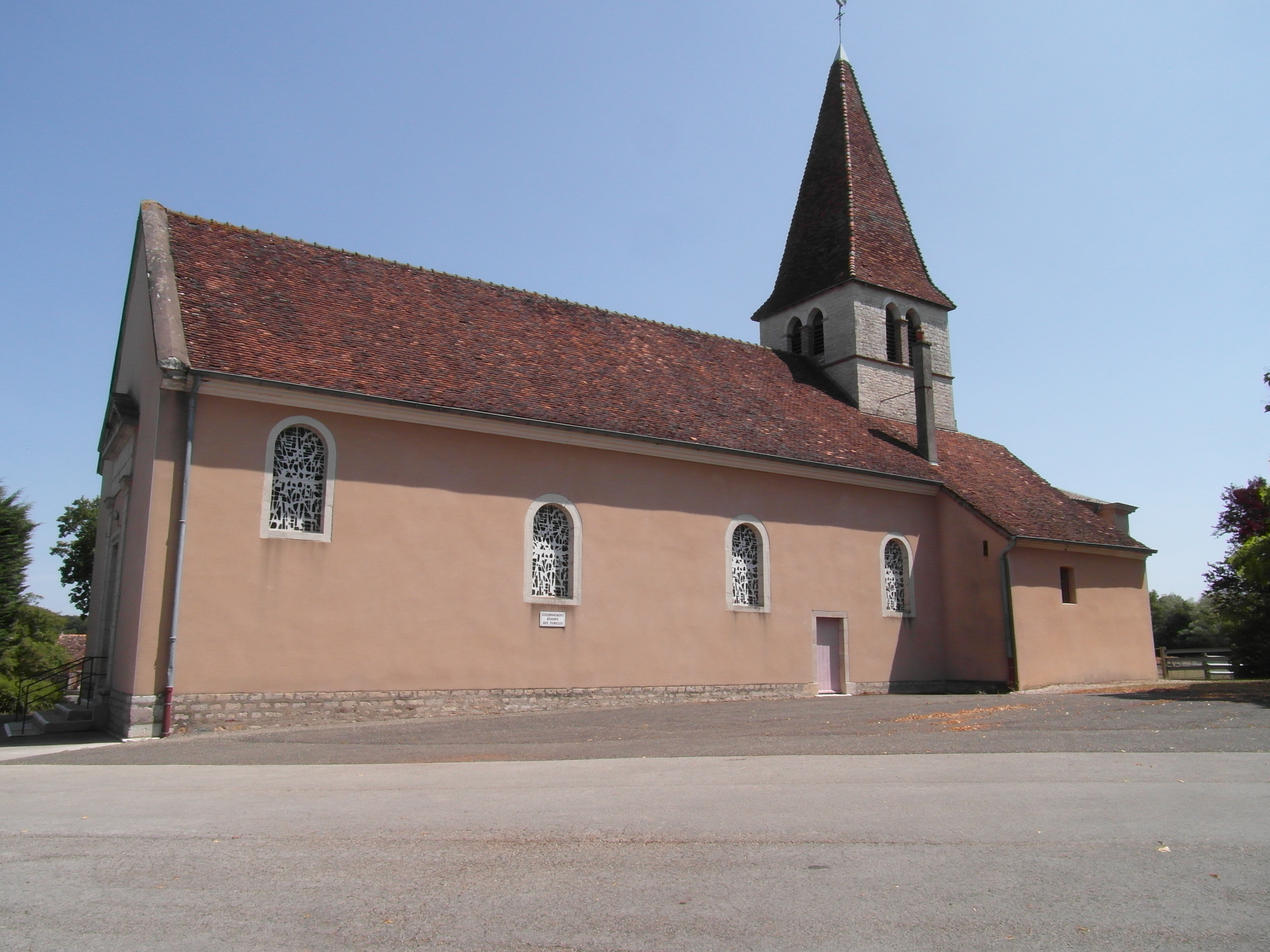
Église Saint-Laurent.

- Église Saint-Laurent, les parties les plus anciennes semblent remonter au XIIIe siècle